# Orden der Aufgehenden Sonne

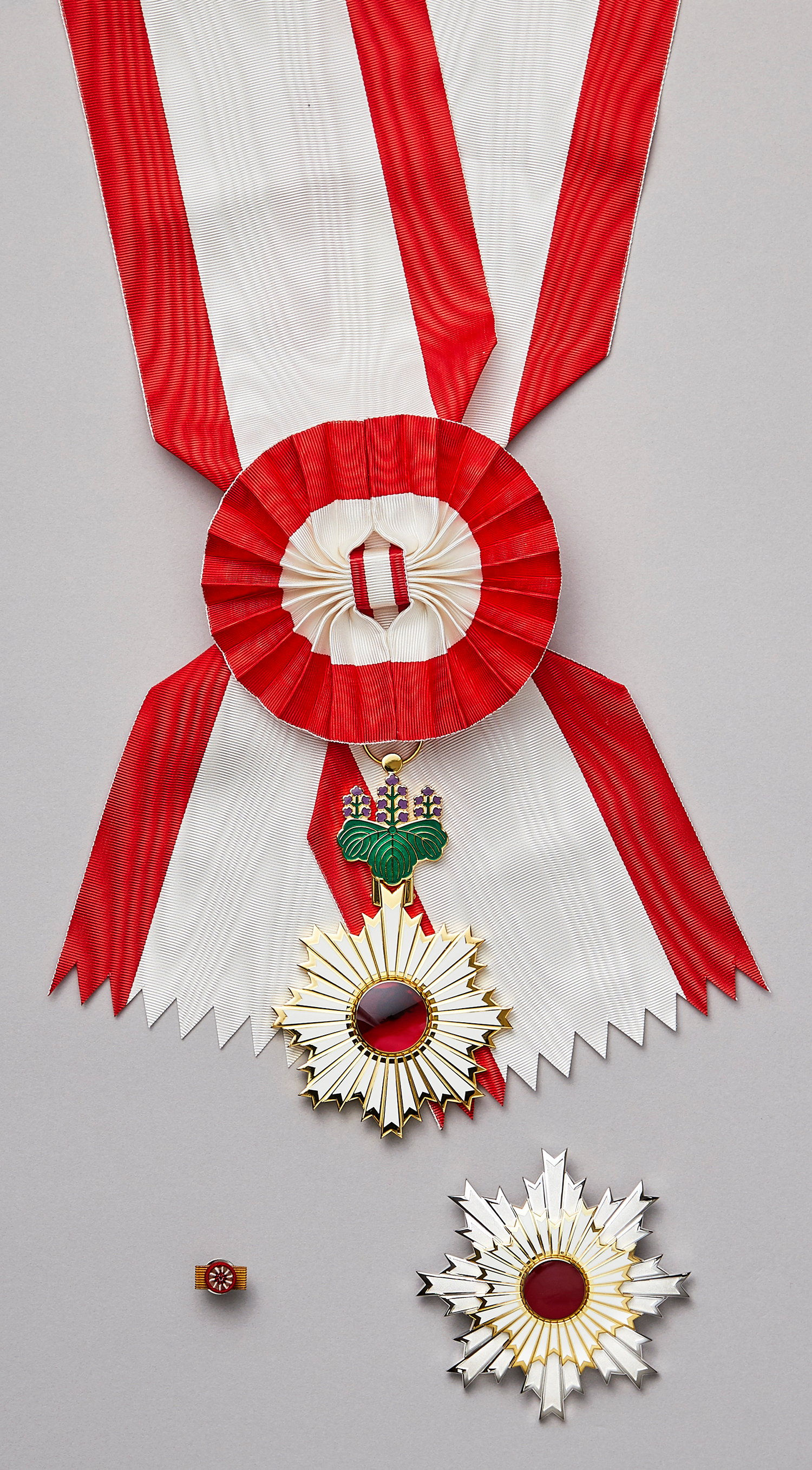
Insignien des großen Ordens der Aufgehenden Sonne am Band

Der Orden der Aufgehenden Sonne (jap. 旭日章, Kyokujitsushō) wurde am 10. April 1875 als erster Orden Japans gestiftet. Allein 2010 wurde der Orden an 4083 japanische Staatsbürger und 62 Ausländer verliehen.

## Verleihung

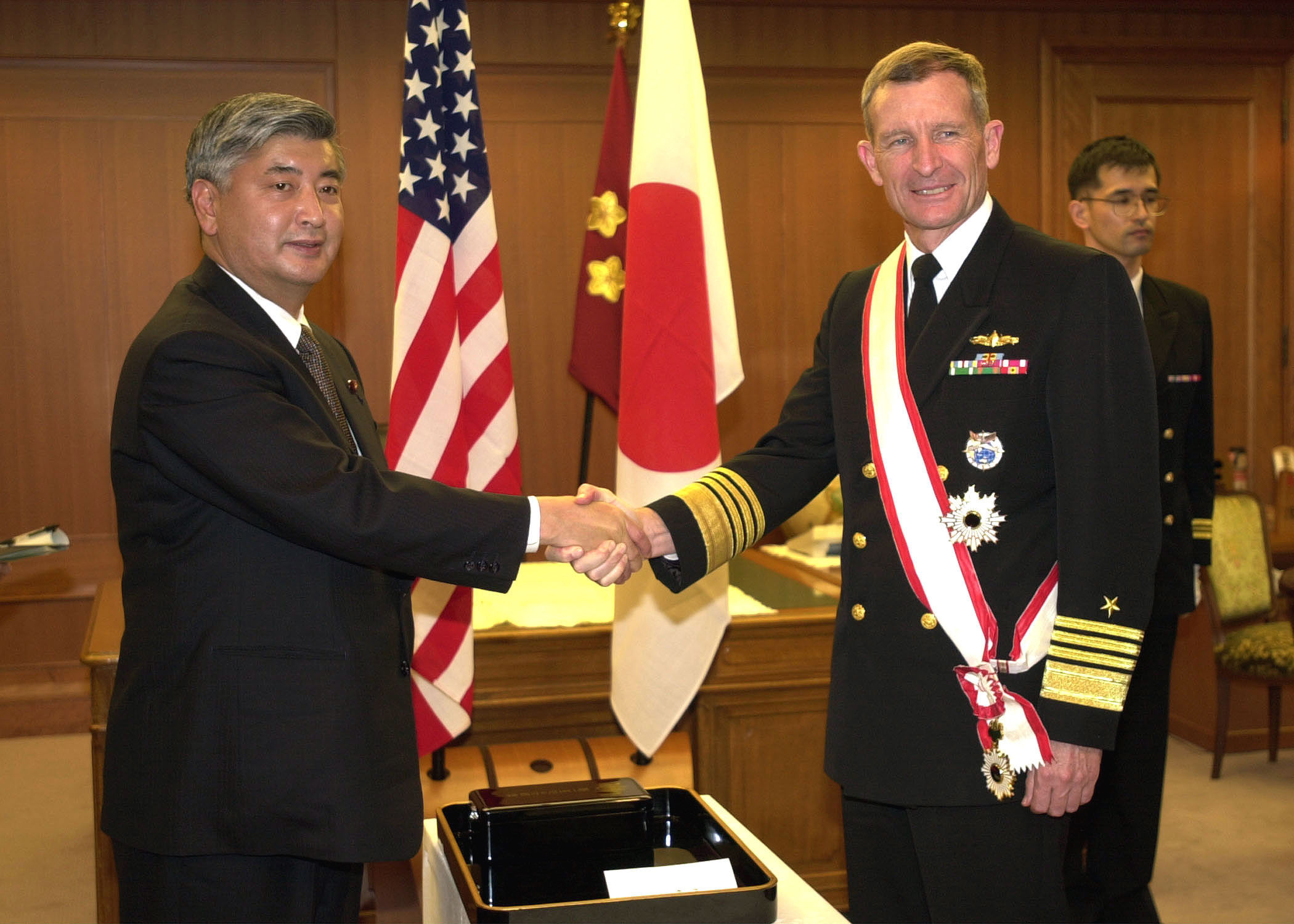
US-Navy-Admiral Dennis C. Blair bei der Verleihung des Ordens der Aufgehenden Sonne (2002)

Der Orden wird für außergewöhnliche Verdienste im zivilen oder militärischen Bereich vergeben. Zu den bisherigen Empfängern des
Ordens zählen Akademiker, Diplomaten, Militärs und Politiker, die einen wesentlichen Beitrag zur japanischen Kultur und Gesellschaft geleistet haben.
Am 4. Januar 1888 kam die oberste Auszeichnungsstufe der Orden der Paulownienblüte (勲一等旭日桐花大綬章, kun-it-tō kyokujitsu tōka daijushō, wörtlich: „1. Klasse des Ordens der Aufgehenden Sonne, großer Orden der Paulownienblüte am Band“, engl. Grand Cordon of the Order of the Paulownia Flowers) hinzu. Bei der Reform des Ordenssystems 2003 wurde dieser als eigenständiger Orden der Paulownienblüte (桐花大綬章, tōka daijushō, wörtlich: „großer Orden der Paulownienblüte am Band“) eingeführt und kann seitdem auch an Frauen verliehen werden, für die bisher der Orden der Edlen Krone vorgesehen war. Der Orden der Paulownienblüte ist seither nach dem Chrysanthemenorden die zweithöchste staatliche Auszeichnung Japans. Zudem wurde bei der Reform die 7. und 8. Klasse abgeschafft.
| #                                                                            | Bandschnalle | japanische Bezeichnung                                  | deutsche Übersetzung | englische Bezeichnung                                   |
| ---------------------------------------------------------------------------- | ------------ | ------------------------------------------------------- | --- | ------------------------------------------------------- |
|                                                                              |              | Kun-it-tō kyokujitsu tōka daijushō 勲一等旭日桐花大綬章 | „1. Klasse des Ordens der Aufgehenden Sonne, großer Orden der Paulownienblüte am Band“, Großkreuz mit Paulownienblüte, Orden der Paulownienblüte | Grand Cordon of the Order of the Paulownia Flowers      |
| 1.                                                                           |              | Kyokujitsu daijushō (旭日大綬章)                        | „großer Orden der Aufgehenden Sonne am Band“, Großkreuz                                                                                          | Grand Cordon of the Order of the Rising Sun             |
| 2.                                                                           |              | Kyokujitsu jūkōshō (旭日重光章)                         | „mehrfarbiger Orden der Aufgehenden Sonne am Band“, Großoffizier                                                                                 | The Order of the Rising Sun, Gold and Silver Star       |
| 3.                                                                           |              | Kyokujitsu chūjushō (旭日中綬章)                        | „mittlerer Orden der Aufgehenden Sonne am Band“, Kommandeur                                                                                      | The Order of the Rising Sun, Gold Rays with Neck Ribbon |
| 4.                                                                           |              | Kyokujitsu shōjushō (旭日小綬章)                        | „kleiner Orden der Aufgehenden Sonne mit Rosette“, Offizier                                                                                      | The Order of the Rising Sun, Gold Rays with Rosette     |
| 5.                                                                           |              | Kyokujitsu sōkōshō (旭日双光章)                         | „zweifarbiger Orden der Aufgehenden Sonne“, Ritter I. Klasse                                                                                     | The Order of the Rising Sun, Gold and Silver Rays       |
| 6.                                                                           |              | Kyokujitsu tankōshō (旭日単光章)                        | „einfarbiger Orden der Aufgehenden Sonne“, Ritter II. Klasse                                                                                     | The Order of the Rising Sun, Silver Rays                |
| Um die höheren Klassen zu verbessern, wurden die Stufen 7 und 8 abgeschafft. |              |                                                         | |                                                         |
| 7.                                                                           |              | Seishoku tōyōshō (青色桐葉章)                           | „grünfarbiges-Paulownienblatt-Orden“, Verdienstkreuz I. Klasse                                                                                   | Green Paulownia Leaves Medal                            |
| 8.                                                                           |              | Hakushoku tōyōshō (白色桐葉章)                          | „weißfarbiges-Paulownienblatt-Orden“, Verdienstkreuz II. Klasse                                                                                  | White Paulownia Leaves Medal                            |

## Gestaltung und Tragweise
Das Ordenszeichen des Ordens der Paulownienblüte ist ein goldenes Kreuz mit weißen emaillierten Strahlen. Die rot emaillierte zentrale Scheibe steht für die japanische Staatsflagge hi no maru (deutsch: Sonnenscheibe) und ist umgeben von roten Strahlen mit drei Paulownienblüten zwischen jedem Arm des Kreuzes. Das Ordenszeichen hängt, über drei emaillierte Paulownienblätter verbunden, an einem roten Band mit weißen Streifen an den Rändern. Es wird am Schulterband über die rechte Schulter getragen.
Der Stern des Ordens der Paulownienblüte entspricht dem Ordenszeichen, jedoch ohne die Paulownienblättererweiterung. Er wird an der linken Brust getragen.
Das Ordenszeichen der 1. bis 6. Klasse ist eine achtblättrige Chrysantheme in Gold (1. bis 4. Klasse), Gold und Silber (5. Klasse) bzw. Silber (6. Klasse), mit weißen emaillierten Strahlen. Die zentrale Scheibe ist rot und steht für die japanische Staatsflagge. Das Ordenszeichen hängt, über drei emaillierte Paulowienblätter verbunden, an einem weißen Band mit roten Streifen an den Rändern. Auf der Rückseite sind in japanischer Zierschrift die jeweiligen Verdienste eingraviert.
Die 1. Klasse wird als Schärpe an der rechten Schulter, die 2. und 3. Klasse bei Männern als Halsband und die 4. bis 6. Klasse an der linken Brust (mit dem Band als Dreieck gefaltet) getragen. Frauen tragen das Band in Form einer Schleife an der linken Schulter. Das Band der 4. Klasse besitzt zusätzlich eine Rosette.
Der Stern der 1. und 2. Klasse ist ebenfalls achtblättrig in Silber mit einem zum Ordenszeichen der 4. Klasse identischen zentralen Emblem. Der Stern der 1. Klasse wird an der linken und der der 2. Klasse an der rechten Brust getragen.